# 4-й воздушный флот
4-й воздушный флот (нем. Luftflotte 4) — одно из основных оперативных соединений люфтваффе в годы Второй мировой войны.

## Боевой путь
Образован 8 марта 1939 года в Вене на базе территориального командования чешской и австрийской авиации.
С июля 1941 года 4-й воздушный флот участвовал в военных действия на юге СССР, располагая двумя полевыми корпусами — I и IV, — действовавшими совместно с группами армий «А» и «Б» соответственно.
Расформирован 26 апреля 1945 года. Остатки 4-го воздушного флота объединены в 4-е командование ВВС и подчинены 6-му воздушному флоту.

## Командующие
- генерал-полковник Александер Лёр (18 марта 1939 — 20 июля 1942)
- генерал-фельдмаршал Вольфрам фон Рихтгофен (20 июля 1942 — 4 сентября 1943)
- генерал-полковник Отто Десслох (4 сентября 1943 — 17 августа 1944)
- генерал-лейтенант Александр Холле (25 августа 1944 — 27 сентября 1944)
- генерал-полковник Отто Десслох (28 сентября 1944 — 21 апреля 1945)

## Начальники штаба
- полковник Гюнтер Кортен (18 марта 1939 — 19 декабря 1939)
- полковник Герберг Ольбрих (19 декабря 1939 — 21 июля 1940)
- подполковник Андреас Нильсен (21 июля 1940 — 3 ноября 1940)
- полковник Рихард Шимпф (4 ноября 1940 — 15 января 1941)
- генерал-лейтенант Гюнтер Кортен (15 января 1941 — 12 августа 1942)
- полковник Ганс-Детлеф Герудт фон Роден (24 августа 1942 — 23 февраля 1943)
- полковник Карл-Генрих Шульц (1 марта 1943 — 25 марта 1943)
- генерал Отто Десслох (26 марта 1943 — 3 сентября 1943)
- генерал-майор Карл-Генрих Шульц (3 сентября 1943 — 21 апреля 1945)
- генерал авиации Пауль Дайхман (28 апреля 1945 — 8 мая 1945)

## Боевые подразделения
Использовались все классы самолётов, а в особенности модернизированные самолёты на базах Fw.190 и Bf.109 